# باول كيسي
باول كيسي (بالإنجليزية: Paul Casey)‏ (6 أكتوبر 1961 في ألمانيا - ) هو لاعب كرة قدم بريطاني في مركز الدفاع. لعب مع شيفيلد يونايتد وLincoln United F.C. ‏ ولينكولن سيتي أف سي ونادي بوسطن يونايتد.